# Wurdonara Roma
Wurdonara Roma (rom. Vurdonara Roma, od  słowa vurdon "wóz"), inaczej Sanocka Roma, Cyntury – językowo-etnograficzna grupa Romów, znana z terenów Pogórza Bieszczadów.
Jej członkowie  posługują się dialektem, należącym do centralnej (karpackiej) gałęzi języka romani, w niej zaś do jej grupy północnej. Od pozostałych Romów Karpackich na terenie Polski różnią się jednak tym, iż jeszcze do niedawna nie prowadzili osiadłego trybu życia, co zaowocowało wieloma różnicami w rozumieniu zasad romanipen, kulturze materialnej i duchowej oraz repertuarze tradycyjnie wykonywanych zawodów. Pokrewne (językowo i kulturowo zarazem) społeczności można spotkać na terenie całego łuku Karpat oraz na Nizinie Węgierskiej oraz Ukrainie.